# Chorvatsko-uherské vyrovnání

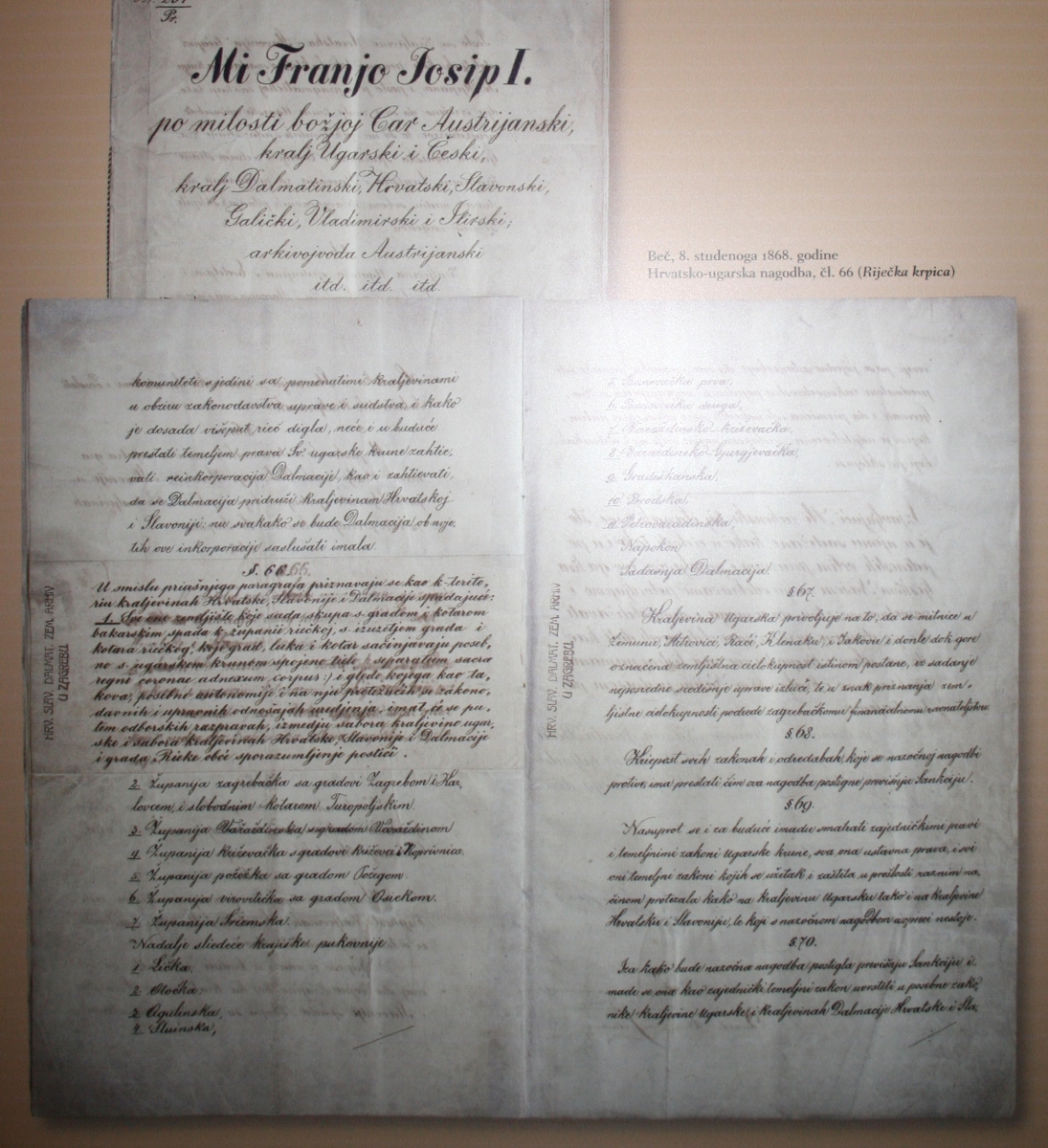
Část textu chorvatsko-uherského vyrovnání

Chorvatsko (17) po roce 1881 na mapě Rakousko-Uherska

Chorvatsko-uherské vyrovnání (chorvatsky Hrvatsko-ugarska nagodba, maďarsky Horvát–magyar kiegyezés, v chorvatském prostředí známé pod názvem nagodba) byla dohoda mezi vyslanci Saboru a Uherského sněmu, na základě které bylo definováno postavení Chorvatska a Slavonie v rámci Uher. Dohoda byla uzavřena v roce 1868, nedlouho po Rakousko-uherském vyrovnání. Podepsání dohody předcházelo dlouhé vyjednávání mezi oběma stranami, které trvalo několik let.
Na základě dohody tvořily dvě chorvatské země spolu s Uherskem státní společenství, v čele s králem. Chorvatské země získaly vlastní zákonodárství, církevní i civilní správu, zcela samostatné byly i v otázkách školství a soudnictví. Dalších dvanáct ostatních oblastí bylo společných s Uherskem. Nejdůležitější dvě, ve kterých Chorvaté samosprávu nezískali, byly veřejné výdaje a obchod. Hlavním předmětem sporu mezi Budapeští a Záhřebem se posléze staly právě společné výdaje. Chorvatské země musely platit daně Budapešti, část peněz (která byla nepoměrně nižší) pak získávaly zpět. Společná byla také i vojenská politika (odvody branců do Rakousko-uherské armády), bankovnictví a záležitosti občanství.
I v oblasti dopravy a spojů vyvstala řada problémů. Železniční síť byla na území Chorvatska sice intenzivně rozvíjena, nicméně se jednalo o železnici uherskou. Obhájci chorvatského jazyka a kultury viděli maďarský jazyk na dráze jako jednu z ukázek násilné asimilace. Text vyrovnání přitom Chorvaty definoval jako politický národ, nikoliv pouhou národnost. Chorvatština byla uznána za oficiální jazyk chorvatsko-slavonského království a na úrovni celého Uherska měla statut rovnocenný s maďarštinou. Maďarizační procesy byly proto ve srovnání např. se Sedmihradskem či Slovenskem mnohem menší.
Pro spravování oblastí, které patřily do výlučných pravomocí Chorvatského království, byla zřízena zemská vláda. V jejím čele stál bán a odpovědná byla Saboru. Bána jmenoval císař na návrh uherského předsedy vlády. Členy vlády si pak bán vybíral sám, toto neupravoval žádný předpis. V prvních letech spravovala chorvatská zemská vláda pouhé tři rezorty (vnitřní věci, náboženství a školství, spravedlnost).
Podle textu vyrovnání měly rovněž chorvatské země své zástupce v uherském parlamentu, Országgyűlésu. Sabor delegoval pravidelně 29 svých poslanců do Budapešti (po roce 1881, kdy byla připojena Krajina, byl tento počet zvýšen na 40). V Uherském sněmu nicméně celkem zasedalo 143 zástupců, což z chorvatských poslanců učinilo jen drobnou menšinu, těžko schopnou prosadit jakýkovli návrh. Tento počet měl odpovídat poměru počtu chorvatského obyvatelstva k uherskému. Podobně tomu bylo i v případě odvodu branců. Jak v samotném Uhersku, tak i v Chorvatsku bylo do armády odváděno přesně tolik branců, aby to odpovídalo rozložení obyvatelstva v obou celcích.

## Reakce
Přestože bylo chorvatsko-uherské vyrovnání jistým úspěchem pro Chorvaty, brzy se ukázalo jako nedostatečné. Uherští političtí představitelé ho považovali za příliš omezující, chorvatská strana si stěžovala, že jednak neumožnilo sjednocení všech chorvatských zemí a jednak nerozhodlo klíčové otázky. Nedlouho poté[zdroj?] vyvstala myšlenka trialismu, která počítala s tím, že by se Chorvatsko stalo vedle Rakouska a Uher třetí součástí mocnářství. Definitivně byla mrtvá také myšlenka případného připojení se k rakouským zemím. Přestože se v textu nagodby psalo, k Chorvatskému království patří také Dalmácie, ta zůstala i nadále součástí Předlitavska, stejně jako Istrie. Rovněž byl sporný statut města Rijeka, v rámci něhož nedošlo při vyjednávání textu vyrovnání ke shodě. Kompromisní postavení tohoto přístavu bylo vykládáno různými způsoby, což vedlo k tomu, že chorvatští političtí představitelé byli znepokojeni a Budapešť jej považovala za integrální součást Uher.
Případná změna textu vyrovnání byla v chorvatském Saboru častým politickým tématem. K revizi textu došlo až v roce 1873; výsledkem bylo především více finančních prostředků, které Chorvatsko dostávalo z uherské pokladny.
Chorvatsko-uherské vyrovnání platilo až do roku 1918, kdy se slovinské a chorvatské země od Rakousko-Uherska odtrhly a prohlásily samostatný Stát Slovinců, Chorvatů a Srbů.